# Juan María Solá
Juan María Solá y Mestre (Igualada, 6 de febrero de 1853-†Valencia, 2 de abril de 1937) fue un sacerdote jesuita español.
Adherido al integrismo, según Manuel Revuelta González, fue un hombre intensamente devoto y apostólico y un prolífico escritor.

## Biografía
Durante su infancia fue llevado a Zaragoza, donde hizo sus estudios, y en 1867 ingresó en el noviciado de la Compañía de Jesús en Balaguer. Desterrado con los demás jesuitas al año siguiente, se trasladó a Francia, donde acabó sus estudios. De 1874 a 1879 enseñó retórica en el colegio de San José de Valencia y de 1879 a 1883 estudió Teología en Tortosa.
Acabada su tercera probación en 1884, fue profesor de Retórica y prefecto de estudios en el Colegio de Veruela hasta 1886.
Identificado con el sector nocedalista del carlismo (que daría origen al Partido Integrista) y colaborador de Félix Sardá y Salvany, promovió la celebración del XIII centenario de la unidad católica de España, que integristas y carlistas celebrarían en 1889.
Figuraba como predicador y escritor en el Colegio-Residencia de Barcelona. Residió en la capital catalana hasta septiembre de 1888, año en que fue destinado a Manresa. En 1890 volvió a Barcelona y al año siguiente fue profesor de Sagrada Escritura y Hebreo en Tortosa. En Barcelona destacó también como colaborador de las revistas Dogma y Razón y Revista Popular.
En 1893, llamado por el cardenal Sancha, asistió al primer Congreso Eucarístico Español, celebrado en Valencia, al que presentó el Cancionero Eucarístico Español, que se acordó imprimir, decisión que no pudo llevarse a cabo por haberse perdido los materiales.
Ese mismo año fue destinado a la Residencia de Valencia hasta su muerte. Allí fundó la Congregación del Magisterio Valentino y organizó en 1913 la peregrinación a Roma de unos 400 maestros.
Trató de que la Compañía de Jesús en su conjunto se comprometiera con la causa del integrismo. Siendo General de la Compañía el P. Luis Martín García, aludió a él como una de las «cabezas exaltadas de Aragón». Solá fue asimismo admirador de Pey y Ordeix, cuando este ejercía como director integrista de El Urbión.
Gran estudioso de la Biblia, Juan Marín del Campo afirmó que el Padre Solá era, junto con el Padre Lino Murillo, uno de los dos escriturarios españoles más sabios que había conocido. Predicó durante treinta años en casi toda España.
El P. Solá murió durante la guerra civil a los 84 años de edad. De acuerdo con Revuelta González, deseoso del martirio, se presentó a unos milicianos como «sacerdote del Altísimo»; alguien hizo creer a los milicianos que se trataba de una persona trastornada; como tal le tuvieron y se libró de la muerte.

## Obra
Definido por Manuel Revuelta González como «un jesuita de pluma fácil y ánimo ardiente», además de numerosas poesías y artículos, escribió obras de oratoria (Antología de oradores, Séñeri español), libros sobre instituciones de la Compañía (Album de Gandía, Caridad heroica sobre Fontilles, Cien Años de Pía Unión sobre el culto al Sagrado Corazón en Valencia, Historia de Veruela), hagiografía jesuítica (San Pedro Claver, San Ignacio en Manresa).

### Herejes y herejías
En noviembre de 1887, con el pseudónimo de Leandro, comenzó a publicar por entregas, en la revista Dogma y Razón, un largo trabajo titulado Herejes y herejías (cartas a Monseñor Sardá), que fue reproducido en La Revista Popular y en El Siglo Futuro. Versaba el artículo «sobre la manera como han hablado nuestros Padres de herejes y herejías», con un lenguaje «viril , enérgico e intransigente», como el que había utilizado el autor de El liberalismo es pecado.
Leandro aplicaba a los masones y liberales todas las condenas y asperezas que los antiguos reyes y escritores habían usado contra los herejes de su tiempo, afirmando que: 

en el lenguaje vulgar y ordinario podemos y debemos sin ningún reparo llamar herejes a los liberales y herejía al liberalismo, y por consiguiente aplicarles los mismos epítetos y aborrecerlos con el mismo odio y entrañable aversión con que nuestros abuelos aborrecieron los herejes y herejías de su tiempo.

En el último capítulo del artículo, publicado en mayo de 1888, Leandro invitaba a Sardá y a los demás defensores de la España antigua a celebrar el XIII centenario de la unidad católica con el triple objeto de dar gracias a Dios por la unidad religiosa, pedir perdón por los pecados contra esa unidad y trabajar por su restablecimiento. Cuando Francia se preparaba a celebrar el centenario de «la infame Revolución del 89», los buenos españoles debían apoyar con su nombre, hacienda y vida el centenario de la unidad católica española. A renglón seguido de aquel reclamo, los directores de Dogma y Razón y de Revista Popular, Palau y Sardá, aceptaban la invitación y hacían un llamamiento a todas las fuerzas católicas para conmemorar el «hecho más glorioso» de la historia patria:

¡Católicos españoles!: la bandera de Recaredo está izada; ¿quién dejará de agruparse a su alrededor y festejarla?

### Séñeri español
Para Juan Marín del Campo, su obra Séñeri español (1904), que comprende los sermones cuaresmales por el P. Paolo Segneri, traducidos y acompañados de notas marginales, «vence y pasa de vuelo al original, al Cicerón cristiano, al famosísimo Séñeri de Italia» y añadía que «desde los días y desde los libros del P. Granada y de Cervantes no se ha escrito jamás en lengua castellana libro más castizamente clásico que este libro», superior, de acuerdo con Marín del Campo, «a todos los del P. Rivadeneyra, de Malón de Chaide, de Sigüenza, de Mariana, de Martín de Roa, y de cualquier otro escritor del siglo de oro que no sea Fray Luis de Granada, Miguel de Cervantes, Fray Luis de León o el P. Luis de la Palma, que son los cuatro escritores más excelsos de nuestra espléndida literatura».